# Rose Tattoo
I Rose Tattoo sono un gruppo hard rock formato nel 1976 a Sydney, Australia.
Il successo globale degli AC/DC dei primi anni settanta aprì le porte ad altre importanti band australiane, tra le più note figurano proprio i Rose Tattoo. Guidati dall'inconfondibile frontman Angry Anderson, calvo e tatuato, la band si costruì un'immagine in tutto il mondo.

## Storia
I Rose Tattoo vennero fondati a Sydney nel 1976 dall'ex bassista dei Band of Light Ian Rilen. A completare la formazione furono originariamente l'ex-bassista dei Buffalo Peter Wells alla chitarra, Tony Lake alla voce, il chitarrista ritmico Leigh Johnston ed il batterista Michael "Stork" Vandersluys. Lake e Johnston però abbandonarono il progetto prematuramente sostituiti rispettivamente dall'ex cantante dei Buster Brown Gary "Angry" Anderson ed il chitarrista Mick Cocks. Debuttarono al locale Chequers nel capodanno del 1976, che alcuni anni prima aveva lanciato gli AC/DC. Ispirati da gruppi rock & roll britannici come Rolling Stones e i Faces, e grazie alle crude sonorità del boogie hard rock, la band conquistò una buona fetta di appassionati attorno all'area di Sydney; tanto che Bon Scott, voce degli AC/DC nonché un loro grande fan, li raccomandò alla Albert Productions, etichetta discografica con cui collaboravano i produttori Harry Vanda e George Young (quest'ultimo, fratello di Angus e Malcolm Young degli AC/DC). Vanda e Young erano inoltre produttori degli stessi AC/DC nonché membri degli Easybeats. Il batterista Michael Vandersluys venne presto sostituito da Dallas "Digger" Royal. Con la Albert Productions pubblicarono il primo singolo "Bad Boy for Love", brano composto da Rilen, che lasciò la band sul territorio australiano. Quest'ultimo, per altro fondatore della stessa band, nell'ottobre del 1977 darà vita alla punk rock band degli X (da non confondere con l'omonima band statunitense) che risiedeva a Sydney. Grazie al loro primo singolo, i Rose Tattoo vennero proiettati nelle classifiche australiane, così da guadagnare una certa popolarità nel circuito. Cocks passò al basso, lasciando il ruolo di chitarrista ad un altro ex-Buffalo, Chris Turner. Turner durò ben poco, e Cocks tornò dietro le sei corde, mentre Anderson reclutò il nuovo bassista Geordie Leach (che in origine suonava con lui nei Buster Brown). I Rose Tatto ottennero una notevole popolarità nei club, e presto divennero tra i più noti della scena australiana. A conferma di ciò viene pubblicato il debutto, Rose Tattoo, nel novembre 1978 prodotto da Vanda e Young. La band partecipò anche alla compilation "Canned Rock" con due brani live: "Bad Boy For Love" e "Rock n' Roll Outlaw". Dopo poco tempo, Leach si allontanò nei primi mesi del 1979 venendo seguito poco dopo da Cocks. La band si ritirò per un breve periodo per poi annunciare la nuova formazione composta da Anderson, Wells, Royall ed il nuovo chitarrista Lobby Lloyde.

### Anni '80
I Rose Tattoo pubblicarono nel 1980 un singolo indipendente intitolato "Realise Legalise", un singolo split a favore della legalizzazione della marijuana con Colin Peterson. Lo stesso anno registrarono un album a Los Angeles, che però non venne mai realizzato. Verso la fine dell'anno si assicureranno un contratto con una major, ma Lloyde annunciò la sua dipartita. Venne presto sostituito da un ritrovato Geordie Leach, giusto in tempo per alcune esibizioni in Europa, proprio quando il singolo "Rock n' Roll Outlaw" venne lanciato in Gran Bretagna, Francia e Germania. Il gruppo arrivò in Gran Bretagna proprio con l'esplosione del punk rock durante la seconda metà degli anni '70, e l'immagine della band venne quindi offuscata dal nuovo movimento musicale. In ogni caso il loro passaggio non si rivelò un buco nell'acqua; parteciparono a due serate tutto esaurito al Marquee club di Londra e apparirono al prestigioso Reading festival. La loro popolarità crebbe ulteriormente nel 1981 aprendo un concerto per i Rainbow. L'album di debutto della band venne re-intitolato Rock n' Roll Outlaw sul mercato europeo e seguì nello stesso anno il secondo Assault & Battery, realizzato nel settembre 1981, che riscosse delle buone vendite grazie anche ai singoli "Out Of This Place" e "Manzil Madness". Cocks lasciò il gruppo nel 1982 per raggiungere i connazionali Heaven, ed il suo posto venne ricoperto dall'ex-Redhouse Robin Riley. L'incidente in moto accorso al nuovo entrato Riley gli procurò una rottura al braccio costringendolo ad allontanarsi momentaneamente dal gruppo. Il terzo disco Scarred for Life nel 1982 vendette in Australia 100 000 copie lanciato da singolo "We Can't Be Beaten". Parteciparono per la prima volta a concerti negli Stati Uniti al fianco di ZZ Top e Aerosmith. Nei primi mesi del 1983 ebbe luogo un radicale cambio di formazione, dove Wells, Royal e Riley abbandonarono la formazione. In occasione del tour estivo in Australia al fianco di The Angels e Choirboys, i Rose Tattoo vedevano Anderson e Leach accompagnati dai chitarristi Greg Jordan e John Meyer, ed il batterista Robert Bowron, presto sostituito da Scott Johnson. Il loro quarto album Southern Stars venne pubblicato nel tardo 1984, dove Leach annunciò il suo ritorno a sostituzione di Riley. La band era quindi composta da Angry Anderson alla voce, i chitarristi John Meyer e Greg Jordan, il bassista Geordie Leach e Scott Johnston alla batteria. Il nuovo disco venne però pubblicato solo in Australia, e la Albert Productions lasciò i fans del resto del mondo poiché costretta a pagare troppo alti prezzi d'importazione. Col nuovo anno sorsero altri problemi e Jordan lasciò la band. I Rose Tattoo firmarono così per la Mushroom Records e registrarono una reinterpretazione del noto brano dei canadesi Steppenwolf Born to Be Wild, il quale aveva ottenuto un certo successo in Australia, e che fu registrato con i nuovi membri Andy Cichon al basso e il chitarrista Tim Gaze (il brano venne incluso solo nel 1990 all'interno dell'album solista di Anderson Blood from Stone). Questo periodo vide anche Anderson apparire in alcuni film come "Bullamakanka" ed il noto "Mad Max III: Beyond Thunderdome". Con la band in fase di stallo, Meyer decide di raggiungere la sua vecchia band.
L'ultimo album del gruppo, Beats from a Single Drum venne pubblicato nel 1986, ed inizialmente doveva essere il debutto solista di Angry Anderson. Prodotto da Kevin Beamish (Saxon, Y&T, Hurricane), l'album vide le partecipazione di Gaze, Cichon e Johnson. Il risultato fu un album dalle sonorità più raffinate e melodiche, affini al AOR. La band partecipò in seguito ad un tour in Australia nel 1987 con il bassista Jack Landt ed il tastierista Rick Mellick, ma la formazione annunciò lo scioglimento poco dopo.
Nel frattempo negli Stati Uniti, i Guns N' Roses registrarono una reinterpretazione dei Rose Tattoo intitolata "Nice Boys (Don't Play Rock n' Roll)" che inclusero nel loro live album "Live ?!*@ Like a Suicide" del 1986, e successivamente anche disco G N' R Lies del 1988. La heavy metal band statunitense dei Keel pagò i diritti nel 1988 per riprendere il brano dei Rose Tattoo "Rock n' Roll Outlaw", che inserirono nel loro album Larger than Live e che utilizzarono per partecipare alla colonna sonora del film del 1987 Dudes (in italiano Dudes: Diciottenni Arrabbiati) diretto da Penelope Spheeris. La Mushroom Records ristampò l'album "Beats from a Single Drum" l'anno seguente, diffondendolo come un album solista di Anderson. Nel 1989 gli ex membri della band Riley e Johnson entrarono nella band "Mama's Darling" con l'ex-cantante dei Tough Luxury Stuart Cave, l'ex bassista degli AC/DC Mark Evans ed il chitarrista degli Heaven John Haese. I Rose Tattoo inoltre, nonostante la loro uscita di scena, riscuotevano ancora un certo successo in Germania dove l'album di debutto venne completamente ristampato con l'aggiunta di otto tracce bonus tra cui anche del materiale dal vivo.

### Anni 90
Seguirono anche alcune compilation. Angry Anderson pubblicò un album solista intitolato Blood from Stone nel 1990, contenente anche la reinterpretazione degli Steppenwolf "Born to Be Wild", singolo che era stato inciso nel 1985 dai Rose Tattoo, ma mai incluso in alcun album. Mentre tristi notizie arrivavano per la battaglia persa contro il cancro dell'ex batterista Dallas Royall. I Guns N' Roses suonarono in Australia nel 1993, e l'idea dei promoter era far aprire il concerto dai Rose Tattoo. La band vi partecipò composta da Anderson, Wells, Cocks, Leach e il nuovo batterista Paul DeMarco. Per celebrare la riunione, gli australiani pubblicarono l'EP "Bad Boy For Love". Leach presto raggiunse la band The Giant mentre Wells si concentrò sulla carriera solista. Il suo primo lavoro solista si intitolava "No Hard Feelings"; che ebbe anche il contributo di Leach e DeMarco. Una versione più recente dei The Pete Wells Band includevano DeMarco, Cocks e Cichon. Wells lavorò con l'americano Andy "Andyboy" Anderson nell'album "Romeo Dog" nel 1995. Andyboy pubblicò anche un tributo ai Rose Tattoo intitolandolo "A Tribute To The Boys" sotto il nome di "Rose Tattwho" che vedeva la partecipazione di Wells e Cichon. Nel 1998 i Rose Tattoo, con il bassista originale Ian Rilen che sostituì Leach, si riunirono per il tour australiano "All Hell Breaks Loose" assieme ai The Angels. Questa formazione durò solo fino alla fine delle date del tour, quando Rilen venne nuovamente sostituito da Leach.

### Anni 2000
Durante il 2000 il gruppo partecipò al noto Wacken Open Air festival in Germania, dove l'intera esibizione venne racchiusa nel loro primo live album 25 to Life. L'album venne prodotto dal manager dei Saxon Rainer Hansel e venne pubblicato per la Steamhammer SPV Records in Europa. Gli show in Germania durarono fino a giugno al fianco di band come Böhse Onkelz, Saxon e Danzig. Il bassista Steve King venne ritrovato nel 2000. I live show continuarono negli anni; nel 2002 suonarono al fianco di Blaze in Inghilterra, mentre tornarono al Wacken anche nel 2002, nel 2006 e nel 2007. Nel 2002 la band pubblicò un album in studio dopo ben 16 anni, intitolandolo Pain. Il disco fu prodotto ancora da Rainer Hansel e pubblicato da Steamhammer/SPV. Nel 2003 Pete Wells fondò una nuova band chiamata "Rocks Push", realizzando l'album Three Good Reasons For The Blues per la Big Rock Records. Wells copriva il ruolo di bassista, al fianco del cantante/chitarrista Chris Turner ed il batterista Rob Grosser. I Rose Tattoo rimasero attivi, organizzando alcuni tour in Australia in luglio. Nel 2004, la band suonò di supporto ai Deep Purple allo "State Theatre" di Sydney. Nello stesso periodo gli L.A. Guns, hair metal band di Los Angeles, inserirono il brano dei Rose Tattoo Rock n' Roll Outlaw nel loro album Rips the Covers Off (2004). Durante il periodo del tour europeo nell'estate dello stesso anno, Pete Wells si ritirò dalle scene perché affetto da un cancro alla prostata, e venne sostituito da Dai Pritchard. Dopo aver pubblicato un album da solista, Wells morì il 27 marzo 2006 all'età di 58 anni. Mick Cocks fondò il suo nuovo progetto, i "Doomfoxx", pubblicando un EP per la Blast Records e suonando alcuni live nell'aprile del 2005. Anche Ian Rilen, ex membro, nonché fondatore della band stessa, venne affetto dal cancro alla vescica urinaria, e morì il 30 ottobre 2006. Dopo la band X, Rilen aveva fondato gli "Ian Rilen & The Love Addicts". Nel 2007 i Rose Tattoo tornano in studio collaborando col produttore Mark Opitz per un nuovo album, intitolato Blood Brothers, uscito il 16 febbraio 2007 per la Armageddon Products. La traccia d'apertura "Black Eyed Bruiser", venne scritta dalla loro vecchia squadra di produzione composta da Harry Vanda e George Young. Aggiunsero anche le tre tracce live "Rock 'n' Roll Outlaw", "Remedy" e "Astra Wally" registrate a Sydney al "Pete Wells Benefit Concert", un concerto organizzato in memoria dello scomparso Pete Wells. Angry Anderson, Geordie Leach, Ian Rilen, Rob Riley, Mick Cocks, Pete Wells e Dallas "Digger" Royal vennero inoltre aggiunti alla "ARIA Hall of Fame" (Australian Recording Industry Association).  Il 25 febbraio 2007, oltre 10.000 fans degli AC/DC accorsero al Claremont Showground per il concerto tributo a Bon Scott. Al concerto parteciparono Rose Tattoo, The Angels e The Screaming Jets. Nello stesso 2007 Angry Anderson partecipò come ospite, assieme a Lemmy Kilmister dei Motörhead, e Andi Deris degli Helloween, al brano dei Saxon "I've Got to Rock (To Stay Alive)", che venne pubblicato nel loro DVD To Hell and Back Again. Tra il marzo e l'aprile 2007 i Tattoo intrapresero dei tour europei con i Saxon e Masterplan. Nell'aprile 2009 il management della band annuncia che il chitarrista e fondatore della band Mick Cocks, è stato colpito da un cancro al fegato, mentre ne verrà annunciato il decesso il 23 dicembre.

## Formazione

### Formazione attuale
- Angry Anderson - voce
- Dai Pritchard - chitarra
- Mark Evans - basso
- Paul DeMarco - batteria

### Ex componenti
- Tony Lake - voce
- Mick Cocks - chitarra (R.I.P.)
- Leigh Johnston - chitarra
- Peter Wells - chitarra (R.I.P.)
- Ian Rilen - basso (R.I.P.)
- Dallas "Digger" Royal - batteria (R.I.P.)
- Geordie Leach - basso
- Lobby Lloyde - chitarra (R.I.P.)
- Greg Jordan - chitarra
- John Meyer - chitarra
- Scott Johnston - batteria
- Tim Gaze - chitarra
- Andy Cichon - basso

## Discografia

### Album in studio
- 1978/1982 - Rose Tattoo/Rock n' Roll Outlaw
- 1981 - Assault & Battery
- 1982 - Scarred for Life
- 1984 - Southern Stars
- 1986 - Beats from a Single Drum
- 2002 - Pain
- 2007 - Blood Brothers

### EP
- 2006 - Black-Eyed Bruiser

### Live
- 2000 - 25 to Life

### Raccolte
- 1981 - Angry Metal: 20 Great Tracks
- 1986 - A Decade of Rock
- 1992 - Nice Boys Don't Play Rock N Roll
- 1995 - The Best of Rose Tattoo
- 1997 - Never Too Loud
- 2005 - Best of Rose Tattoo
- 2005 - Assault & Battery/Rose Tattoo